# Andrew Logan
Pour les articles homonymes, voir Logan.
Andrew Logan, né le 11 octobre 1945 à Witney, est un artiste britannique, à la fois sculpteur, créateur de bijoux et performeur. 

## Biographie
Andrew Logan entre à l'école d'architecture de l'Oxford Brookes University en 1964 et en sort diplômé en 1970.
En 1972, il lance un événement cuturel, l’Alternative Miss World (en), un concours de beauté décalé, qui se tient de façon irrégulière jusqu'en 2018, totalisant 14 sessions. Ouvert à l'art et à la mode, au bizarre et au non-conformisme, il attira des personnalités comme David Hockney, Derek Jarman, Zandra Rhodes, Vivienne Westwood, Brian Eno, et Grayson Perry. En 1976, l’Alternative Miss World se déroule au Butler's Wharf (en), qui devient l'atelier de Logan et de Jarman. C'est dans ce même endroit qu'eut lieu dans la foulée le Valentine's Day Ball organisé par Westwood et Malcolm McLaren, avec les Sex Pistols, pour l'un de leurs premiers concerts.
En 1991, une première rétrospective de son travail de sculpteur se tient au Modern Art Oxford. La même année, est inauguré The Andrew Logan Museum of Sculpture, à Berriew, au pays de Galles, réunissant une grande partie de ses créations ; la conception du lieu est l'œuvre de Michael Davis, son compagnon,.

## Œuvre

### Sculptures
Scotts Green Island, Dudley :
- Millenium Pegasus[6], bronze et mosaïque, 2001.

Covent Garden, Londres :
- The Golden Cosmic Egg, technique mixte, 2012.

National Portrait Gallery, Londres :
- Lynn Seymour[7], cuivre et résine, 1987-1992.
- Zandra Rhodes[8], buste en céramique, 1989.